# Kostel svatého Mikuláše (Lichnov)
Kostel svatého Mikuláše v obci Lichnov (okres Bruntál) je farní kostel postavený v roce 1733 a kulturní památka České republiky.

## Historie
První písemné zmínky o obci pochází z roku 1340. Na místě dřevěné kaple byl postaven v roce 1733 zděný kostel zasvěcený sv. Mikuláši. Kostel byl postaven Gregorem Friedrichem Gansem (1697–1763) stavitelem z Krnova.
Kostel patří pod Děkanát Krnov.

## Popis
Jednolodní orientovaná barokní stavba na půdorysu latinského kříže. Na jižní straně (transeptu) je sakristie s oratoří na levé je kaple sv. Jana Nepomuckého.

### Interier
V kostele se nachází čtyři oltáře. Hlavní oltář je zdoben obrazem sv. Mikuláše.
Na kruchtě jsou funkční varhany z roku 1928 od firmy Gegrüder Rieger za 90 000 Kč, které byly restaurovány v roce 2014.

## Věž
Ve věži byl zavěšeny dva zvony. Větší o váze asi 450 kg s datací 1272 měl nápis O Rex gloriae, veni cum pace. Druhý zvon o výšce 70 cm a průměru 93 cm měl nápis O rex gloriae veni cum pace bez datace, byl v roce 1916 (22. srpna) rekvírován a rozbit přímo ve věži a odvezen. Za váhu 436 kg zvonoviny bylo c. k. armádním stavebním oddělením vojenského velitelství v Krakově vyplaceno 1744 korun. Sanktusový zvon vážil 48 kg měl průměr 43 cm a byl 14. prosince 1915 odvezen na vlasteneckou válečnou sbírku ve Vídni. Byl zdoben dvěma reliéfy Královny nebes s Ježíškem v náručí a reliéfem sv. Jana Nepomuckého. Na věnci měl nápis S. Maria et St. Joannes Nepomuceni ora pro nobis a dolním okraji byl text Hat gegossen Wolfgangus Straub in Olmütz 1797.
V roce 1921 pořízen nový zvon od zvonaře Oktáva Wintera z Broumova. Váha zvonu byla 51 kg, průměr 45 cm po vysvěcení byl zavěšen do sanktusníku. Zvon byl zdoben malým reliéfem Královny Nebes a nesl text 'S. Maria et St. Johannes Nepomuceni ora pro nobis' a text se jménem zvonaře a letopočtem 1921. V roce 1930 byl pořízen nový zvon do věže o váze 640 kg.
V roce 1886 byly nainstalovány nové věžní hodiny od hodináře Rezka v Neuhausu v Čechách. Původní byly opraveny bruntálským hodinářem Schneiderem a umístěny do věže požární zbrojnice.